# Jurij Jonke
Jurij Jonke, slovenski rimskokatoliški duhovnik in čebelar, * 17. april 1777, Konca vas, † 12. maj 1864, Črmošnjice.

## Življenjepis
Jurij Jonke se je rodil v revno nemško družino in se je šolal sprva v Ljubljani in kasneje v Gradcu, kjer se je nekaj časa preživljal kot pisar v odvetniški pisarni. Po zaključku šolanja je delal kot kaplan v Stari Loki, nato pa je postal vikar in katehet v Novem mestu. Leta 1811 je postal župnik v Črmošnjicah, to službo pa je opravljal do leta 1834, ko se je upokojil. Po upokojitvi se je posvetil svoji veliki ljubezni, čebelarstvu. V Črmošnjicah je kupil veliko parcelo, kjer je uredil velik sadovnjak ter nakupil veliko panjev, v katerih je gojil čebele. V povprečju je imel okoli 150 panjev, čebele pa je tudi posojal okoliškim kmetom.
Kasneje je postal član Kranjske kmetijske družbe in je s konkretnimi predlogi pospeševal čebelarstvo na Kranjskem, o čemer je pisal tudi v nemškem čebelarskem časopisu Bienenzeitung ter v Ljubljanskih novicah ter Illyrischer Blattu. Leta 1836 je napisal tudi čebelarsko knjižico Anleitung zür praktischen Behandlung der Bienenzucht, ki je bila istega leta prevedena tudi slovenščino kot Kranjski čbelarčik. Prevod prve izdaje je oskrbel Jožef Žemlja, ponatis 1844 pa Lovro Pintar. To je bila po dveh knjigah Antona Janše tretja knjiga, ki so jo kot priročnik lahko uporabljali slovenski čebelarji. Na stara leta je Jonke posestvo prepustil sorodnikom, ki naj bi zanj skrbeli do smrti. To se ni uresničilo, Jonke pa je zadnja leta preživel v veliki revščini.

## Zunanje Povezave
- Glonar Joža. »Jonke Jurij«. Slovenski biografski leksikon. Ljubljana: ZRC SAZU, 2013 – prek Slovenska biografija.
- Predstavnosti o temi Jurij Jonke v Wikimedijini zbirki